# Miroslav Vujević
Miroslav Vujević (Komin, 2. lipnja 1935. – Zagreb, 12. prosinca 2019.), hrvatski politolog.
Na FFZG-u je diplomirao psihologiju. Doktorirao je na FPZG-u 1972. godine na temu Politička socijalizacija u programu osnovne škole. Na istom fakultetu, predaje kolegij Metode istraživanja političkih pojava, zaposlen je od 1964. gdje radi do umirovljenja 2006. godine. Član je Hrvatskog psihološkog društva i Hrvatskog politološkog društva. 

## Važnije knjige
- Razumijevanje društvenopolitičkih izraza
- Uvod u sociologiju obrazovanja
- Uvod u znanstveni rad
- Politička i medijska kultura u Hrvatskoj